# Diocèse de Fort-Liberté
Le diocèse de Fort-Liberté est une circonscription territoriale de l'Église catholique en Haïti dans le département du Nord-Est. Il fait partie de la province ecclésiastique de Cap-Haïtien.

## Histoire
Le diocèse de Fort-Liberté a été érigé le 31 janvier 1991, par division des diocèses de Cap-Haïtien et de Hinche.

## Liste des évêques de Fort-Liberté
- Hubert Constant, O.M.I. (1991 - 2003)
- Chibly Langlois (2004 - 2011)
- Max Leroy Mésidor (2012 - 2013)
- Quesnel Alphonse, S.M.M. (2014- )